# 이양호 (1937년)
이양호(李養鎬, 1937년 6월 16일 ~ 2020년 5월 28일)는 대한민국의 군인 겸 정치인이다.

## 생애

### 일생
충청북도 괴산군 증평면에서 출생하였고 지난날 한때 충청북도 괴산군 괴산면에서 잠시 유아기를 보낸 적이 있으며 충청북도 청주에서 성장한 그는 공군 소위로 임관했다. 대위 시절 공군비행학교 당직사령으로 근무하던 날 전도봉 당시 소위가 주동이 되어 해병대 공군비행학교 습격사건이 발생했다. 이후 제21대 대한민국 공군참모총장(재임: 1992년 9월 8일 ~ 1993년 5월 27일)과 공군본부 고문(재임: 1993년 5월 27일 ~ 1993년 5월 29일), 제25대 대한민국 합동참모총장(재임: 1993년 5월 29일 ~ 1994년 12월 24일)과 공군참모총장 직무대리(재임: 1994년 3월 3일 ~ 1994년 3월 8일), 그리고 제32대 대한민국 국방부 장관(재임: 1994년 12월 24일 ~ 1996년 10월 18일)을 역임한 그는 대한민국 국군 창설 이래 최초의 공군 출신 합동참모의장이기도 하다.
이양호가 국방부 장관에 취임할 당시 자신에게 싸움을 걸었던 전도봉 역시 해병대사령관으로 임명되어 둘이 만나는 상황이 생겼다.
1996년 경전투 헬기와 관련하여 무기중개상 린다 김 사건에 연루되어 국방부 장관에서 해임되고 법원에서 특가법 뇌물수수로 징역4년과 1억5천만원 몰수형을 선고받았으나 이후 대통령에 의해 특별사면되었다. 증거가 적다는 이유로 관련된 검사들은 폭력적인 행동들을 취했고, 증거위조를 하였다고 밝혀졌다.
이후 장애인복지사업을 추진하였으나 2020년 5월 28일 긴 투병 끝에 생을 마감하게 되었다.

## 학력
- 청주고등학교 졸업
- 대한민국 공군사관학교 8기
- 대한민국 육군보병학교 졸업
- 대한민국 공군방공포병학교 졸업
- 미국 공군참모대학교 졸업
- 대한민국 공군대학 졸업
- 미국 해군대학원 행정학 석사
- 대한민국 국방대학원 행정학 석사
- 서울대학교 행정대학원 행정학 석사
- 연세대학교 행정대학원 행정학 석사

## 주요 경력
- 1974년 공군 제110전투비행전단 제101대대장
- 1984년 공군 제16전투비행전단장
- 1988년 공군 교육사령관
- 1989년 공군 작전사령관
- 1992년 공군참모총장
- 1993년 합동참모총장 겸 국방부 대간첩대책본부장(1994년 3월 초순에 공군참모총장 직무대리를 잠시 5일간 겸직)
- 1994년 국방부 장관

## 주요 서훈
- 보국훈장 삼일장
- 대통령 공로표창
- 보국훈장 천수장
- 보국훈장 국선장
- 보국훈장 통일장

## 가족 관계
- 배우자 : 김혜숙
  - 장녀 : 이정혜
    - 첫째 사위 : 조용호

  - 차녀 : 이정민
    - 둘째 사위 : 백재준